# 刘澄
刘澄，字端本，廣東肇慶府四會縣人，明朝政治人物、同進士出身。

## 生平
廣東鄉試第五十名。明天順四年（1460年），會試第一百十九名，登進士，歷官戶部郎中。成化十五年（1479年）接替陈表任兴化府知府一职，成化二十年（1484年）由丁镛接任。